# جریان ماداگاسکار

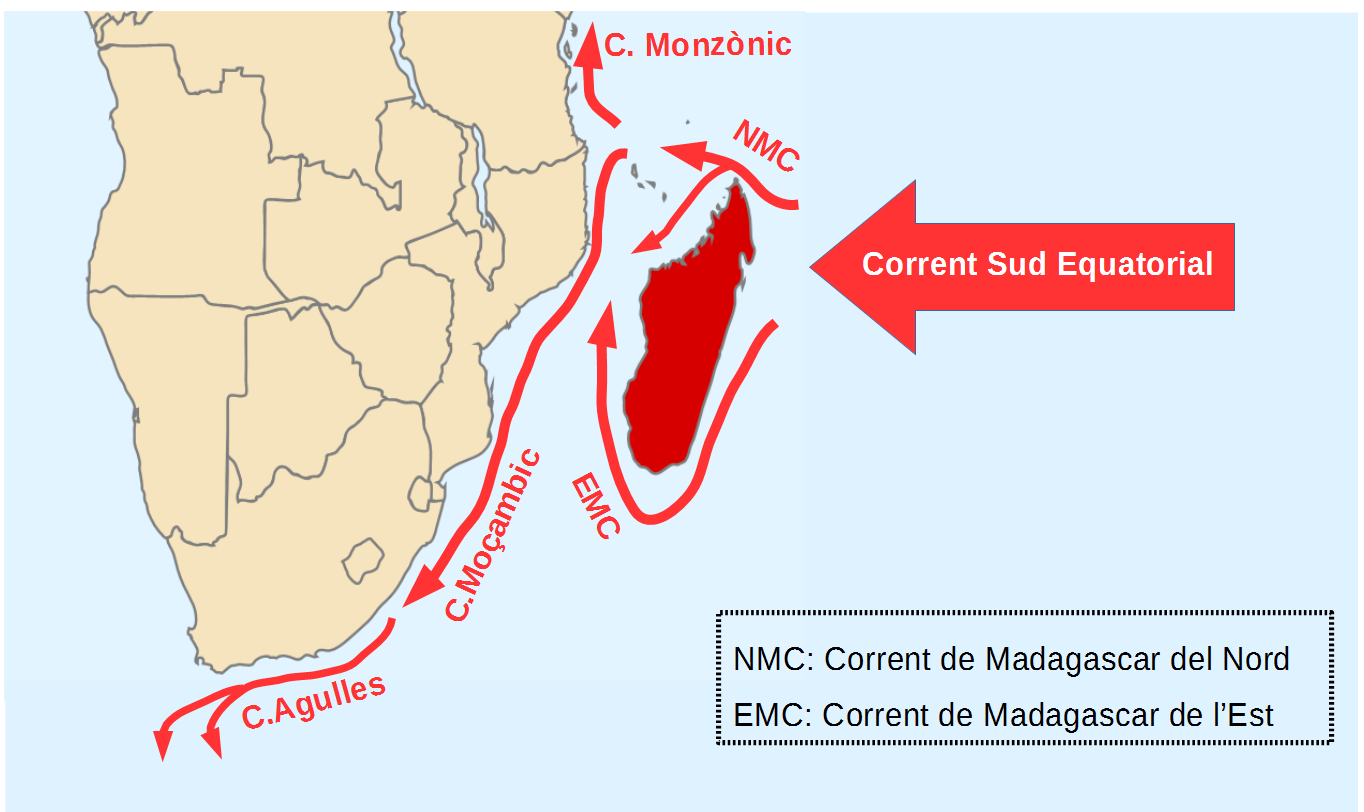
جریان اقیانوسی ماداگاسکار

جریان ماداگاسکار (انگلیسی: Madagascar Current) یک جریان اقیانوسی در غرب اقیانوس هند است.
جریان ماداگاسکار به دلیل بادهای بسامان جنوب شرقی، جریان استوایی جنوبی و جریان اقیانوس هند جنوبی در هنگام رسیدن به ساحل شرقی ماداگاسکار به سمت غرب منحرف شده و به دو شاخه جریان ماداگاسکار شمالی و جریان ماداگاسکار شرقی تقسیم می‌شود.